# Fandom (album)
Fandom è il terzo album in studio del gruppo musicale statunitense Waterparks, pubblicato nel 2019.

## Tracce
Testi di Awsten Knight.
1. Cherry Red – 1:25
2. Watch What Happens Next – 2:43
3. Dream Boy – 2:47
4. Easy to Hate – 3:11
5. High Definition – 3:02
6. Telephone – 2:33
7. Group Chat – 0:14
8. Turbulent – 2:42
9. Never Bloom Again – 3:32
10. I Miss Having Sex But At Least I Don’t Wanna Die Anymore – 2:13
11. War Crimes – 3:08
12. [Reboot] – 3:22
13. Worst – 2:37
14. Zone Out – 1:05
15. I Felt Younger When We Met – 3:21

Tracce Bonus CD Target/HMV
1. Dream Boy (Acoustic) – 2:12
2. I Felt Younger When We Met (Demo) – 3:02

## Formazione
- Awsten Knight – voce, chitarra, basso, programmazioni
- Geoff Wigington – chitarra, voce
- Otto Wood – batteria, voce
- De'wayne Jackson – voce
- Lucy Landry – voce